# Поляков Владислав Віталійович
Поляков Владислав Віталійович (30 листопада 1983) — казахський плавець.
Учасник Олімпійських Ігор 2004, 2008, 2012 років.
Чемпіон світу з плавання на короткій воді 2006 року, призер 2004 року.
Переможець Азійських ігор 2006 року, призер 2010 року.
Призер літньої Універсіади 2005, 2007 років.